# Sten Frödin
Sten Erland Frödin, född 26 augusti 1881 i Skråmforsen, Karlskoga socken, död 17 mars 1938 i Örebro, var en svensk karaktärstolkare.
Sten Frödin var son till mjölnaren Karl Frödin. Han förlorade tidigt sina föräldrar och arbetade efter genomgången folkskola på sin förmyndares lantegendom innan han blev skräddare i Stockholm. Han följde samtidigt 1904–1907 föreläsningsserier på Karolinska Institutet och populärföreläsningar vid Stockholms arbetareinstitut av doktor Knut Kjellberg. Vintern 1905–1906 deltog han i en utbildningskurs i frenologi i Stockholm. Han fortsatte därefter med språkstudier i Malmö, och företog en studieresa till London 1911 och ägnade sig samtidigt åt egna litteraturstudier. Frödin var ända sedan ungdomen intresserad av studiet av människor och hade en ovanlig förmåga för karaktärsskolkning, och från 1907 ägnade han sig försörjningsmässigt åt detta och reste runt i hela Sverige, under åren 1912–1916 i hög grad även i Danmark och Norge. Frödin hänvisade huvudsakligen till frenologins lära om huvudets proportioner för sina analyser, i själva verket torde det ha varit hans intuition och människokännedom som låg bakom framgången i hans analyser. Frödin utgav broschyrerna Frenologi (1912) och Fysionomi (1916) och var under de följande decennierna, då han var bosatt i Nora sysselsatt med förberedelser av ett större verk, där han tänkte redovisa sina resultat. Frödin utförde även karakteristiker per brev med ledning av fotografier. Under senare år sysslade han särskilt med yrkesrådgivning åt skolungdom.